# 卯田浅治郎
卯田 浅治郎（うだ あさじろう、1888年（明治21年）3月 - 没年不明）は、日本の実業家。舞子土地専務。日本化学機械製作所監査役。天野合名顧問。族籍は滋賀県士族。

## 人物
滋賀県・卯田傳吉の長男。立命館大学卒業。1921年、家督を相続する。会社の重役である。趣味は旅行、読書。宗教は真宗。住所は神戸舞子町。

## 家族・親族
卯田家
- 父・傳吉（滋賀士族）[1][3]
- 母[2]、弟[1][3]
- 妻・ふさ（1896年 - ?、滋賀、佐藤龍蔵の妹）[1][2][4]
- 養子[1][4]